# Ithilien (groupe)
Ithilien est un groupe belge de folk metal, originaire de Bruxelles. Il combine des éléments de metal (death/metalcore) et de musiques traditionnelles et folkloriques. La discographie du groupe comprend deux albums longue durée et un EP. Ils font paraître leur album From Ashes to the Frozen Land le 9 décembre 2013, et Shaping the Soul le 17 février 2017.

## Biographie

### Formation et débuts (2005–2012)
Le groupe Ithilien est formé en 2005 par Pierre Ithilien, à Bruxelles. Le nom du groupe signifie « Pays de la Lune » en sindarin, langue construite par l'écrivain J. R. R. Tolkien. Bien que le nom provienne du Seigneur des anneaux, le contenu des morceaux, les concepts et les thèmes des albums, n'y sont pas liés.
Ce n'est qu'en 2011 que le groupe enregistre son premier EP officiel Tribute to the Fallen ainsi que le single Endless Horizons. À l'époque, le style du groupe est plus orienté death-mélodique, bien que l'on commence à trouver certains aspects folks dans les mélodies. 
Par la suite, d'autres membres viennent rejoindre le guitariste/chanteur Pierre, seul membre initial restant : Benjamin Delbar en 2011, Jerry Winkelmans, Olivier Bogaert et enfin Geoffroy Dell'Aria en 2012 (ce dernier apportant définitivement au groupe, par ses instruments, les sonorités folk qui font désormais la particularité d'Ithilien), forgeant ainsi une formation solide et prête à composer un premier album.

### From Ashes to the Frozen Land(2012–2016)
C'est en 2012 qu'Ithilien établi une formation stable permettant au groupe de repartir à zéro et de garder uniquement son nom de départ. C'est donc le 9 décembre 2013 que sort leur premier opus, From Ashes to the Frozen Land, signé avec le label danois Mighty Music ainsi qu'avec Target Distribution qui assurera la distribution de l'album en Europe. L'album se compose de morceaux qui, mis les uns après les autres, créent une véritable histoire. Le groupe décrit ce nouvel opus comme étant « une heure de voyage musical atmosphérique de death black pagan metal décrivant une épopée fantastique ». Cet album évoque avant tout les émotions fortes que les hommes peuvent ressentir lors de moments difficiles abordant ainsi des sujets tels que la perte, la renaissance ou encore la persévérance. 
Ithilien se démarque des simples groupes de metal de par la présence de réels instruments folks aussi bien sur scène que sur album, mais également de par les tenues que les musiciens portent en concert, résolument d'inspiration fantastique/viking (armures de cuir, peaux de bêtes, maquillages guerriers...).  
Au fil du temps, d'autres membres s'ajoutent tels que Hugo Bailly à la cornemuse et Sabrina Gelin à la vielle à roue, tous deux en 2014. Une place encore plus privilégiée est alors faite aux instruments folkloriques au sein de la formation. Après avoir été sélectionné comme l'un des gagnants du concours Loud Circuit, le groupe eu l'occasion de jouer au Botanique de Bruxelles en 2013. Ithilien enchaîne ensuite plus de 80 concerts à travers toute l'Europe, mais également au Japon, notamment avec le groupe de folk metal suisse Eluveitie ou encore le groupe de viking/folk metal islandais Skálmöld.

### Shaping the Soul(depuis 2017)

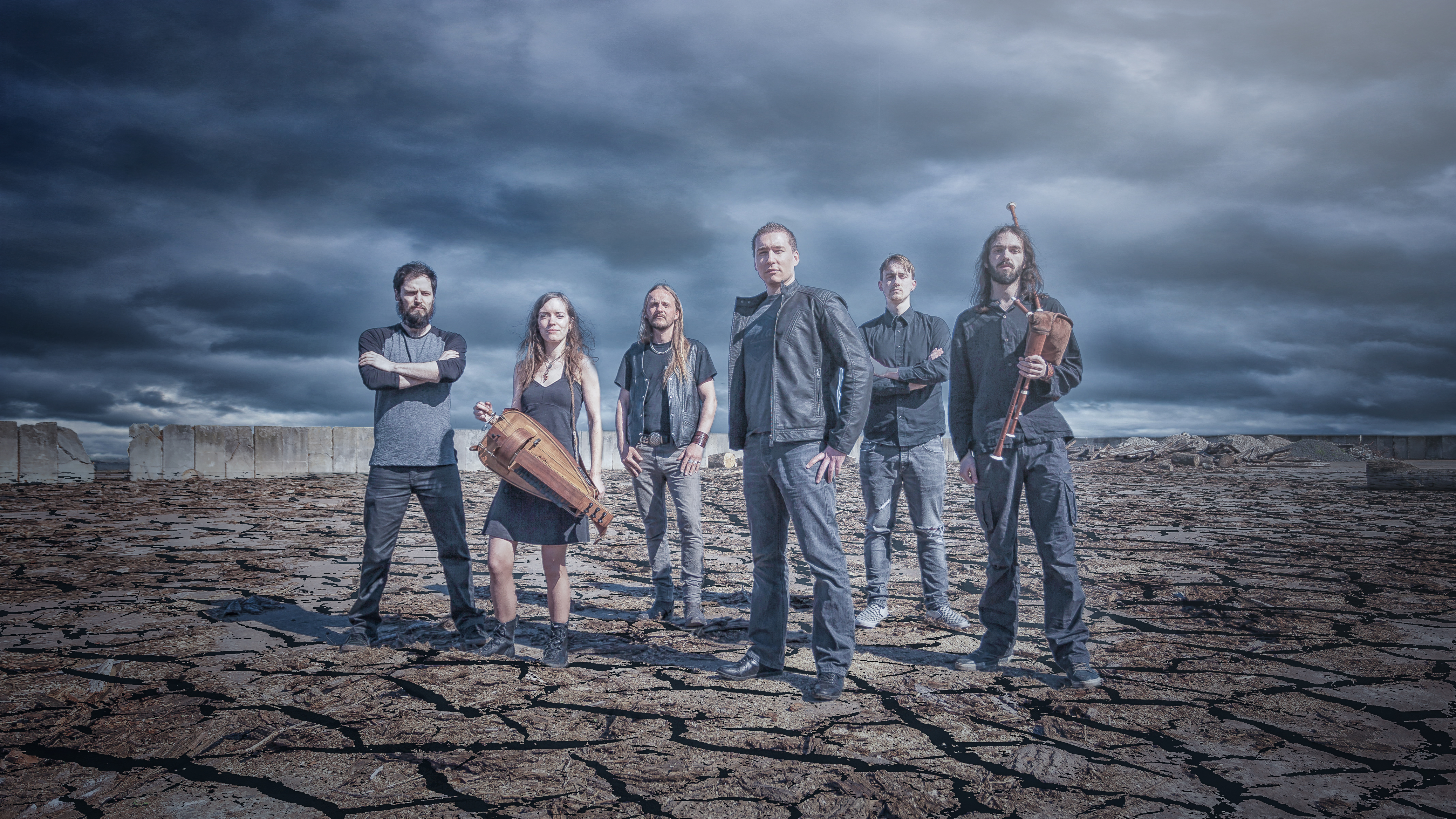
Ithilien en juin 2016.

En mars 2016, un nouveau morceau, Edelweiss, fait son entrée annonçant la venue du prochain projet d'Ithilien, Shaping the Soul. Le groupe annonce ensuite une collaboration avec le label italien WormHoleDeath. Toujours en 2016, Olivier Bogaert et Geoffroy Dell'Aria, deux des musiciens de la formation du premier album, quittent le groupe
Le premier clip de l'album, Blindfolded, est publié le 9 janvier 2017 laissant apparaître ainsi de la formation complète, rejoint par la violoniste Myrna Mens et le guitariste Tuur Soete. Le 17 février 2017, Shaping the Soul sort en Europe et ensuite, sur les autres continents. Des dates de concerts sont alors prévues dans diverses villes belges ainsi qu'à l'international, notamment avec le groupe de folk metal néerlandais Heidevolk ou encore Ensiferum, Skyclad et bien d'autres.  
Le concept de ce nouvel opus concerne le processus de deuil. « Il s'agit du moment où vous perdez quelque chose ou quelqu'un d'important et que votre personnalité change, que votre âme se façonne ». Selon Elisabeth Kübler-Ross, le deuil est le processus nécessaire à la délivrance et est généralement théorisé en 5 étapes : le déni, la colère, le marchandage, la dépression et l'acceptation. Toutes ces étapes tracent le fil rouge de l'album. Visuellement parlant, le groupe abandonne en 2016 les peaux de bêtes et autres tenues vikings pour en revenir à des vêtements "metal" plus classiques.

## Style musical
À ses débuts, Ithilien offre un mélange épique entre black et death, le tout influencé par des musiques traditionnelles folk celtes et nordiques. Le tout forme du mélodique folk metal.
C'est en 2017, avec l'album Shaping the Soul, que la formation évolue vers un style appelé "folkcore". Il s'agit d'une combinaison étroite entre musique folk traditionnelle (jouée par des cornemuses flamandes, vielle à roue, tin et low whistles, violon, nykelharpa et bouzouki), et une touche de metal plus moderne faisant usage de chants distordus et de riffs de guitare électrique (death metal, metalcore).
.

## Membres

### Membres actuels
- Pierre Ithilien– guitare, bouzouki, chant (depuis 2005)
- Benjamin Delbar – basse (depuis 2011)
- Jerry Winkelmans – batterie (depuis 2012)
- Tuur Soete – guitare (depuis 2016)
- Sabrina Gelin - vielle à roue, nykelharpa (depuis 2013)
- Hugo Bailly – cornemuse (depuis 2014)
- Myrna Mens - violon (depuis 2016)

### Anciens membres
- Jonathan Lelubre - batterie (2005-2009)
- Benoit Loffet - guitare (2005-2008)
- Thomas De Moor - basse (2005-2007)
- François Dambois - claviers (2006-2008)
- Olmo Lipani - chant (2007-2008)
- François Arnould - basse (2007-2008)
- Dave Conlon - basse (2008-2009)
- Anthony JG - guitare (2008-2009)
- Michel Debecq - batterie (2010-2011)
- Charly Flémal - guitare (2010-2011)
- Sébastien Dupont - basse (2010-2011)
- Thomas Froes – batterie (2011-2012)
- Thibault Lenclud – guitare (2011-2012)
- Olivier Bogaert – claviers (2012-2016)
- Maxime Parmentier – guitare (2015-2016)
- Geoffroy Dell'Aria - cornemuse, flûtes (2012–2016)

## Discographie

### Albums studio
- 2013 : From Ashes to the Frozen Land
- 2017 : Shaping the Soul

### Single et EP
- 2011 : Tribute To The Fallen (EP)
- 2011 : Endless Horizons

### Vidéos
- Blindfolded (Shaping the Soul)
- Edelweiss